# Niantic (empresa)
Niantic es una empresa tecnológica de desarrollo de software estadounidense con sede en San Francisco, California, conocida por el desarrollo y publicación de los juegos móviles de realidad aumentada Ingress, Harry Potter: Wizards Unite y Pokémon GO. Toma su nombre de un barco ballenero que llegó a San Francisco durante la fiebre del oro. La empresa fue creada en 2010 por el fundador de Keyhole, John Hanke, como una startup interna de Google con el nombre de Niantic Labs, antes de convertirse en una empresa independiente en octubre de 2015.

## Historia

### Antecedentes
En 2001 se fundó Keyhole, una empresa pionera en el desarrollo de tecnología geoespacial cuyas aplicaciones permitían a los usuarios ampliar mapas 3D interactivos. En 2004, la empresa es adquirida por Google y cambia su nombre por Google Earth.
Con la voluntad de explorar las aplicaciones de la tecnología geoespacial, el equipo de Google Earth siguió trabajando sobre el análisis y modelado 3D de ciudades, países y planetas. De esta forma, entre 2005 y 2009 Google Earth presenta diversos productos entre los que encontramos Google Maps, Street View, SketchUp y Panoramio.
Finalmente, en 2010 John Hanke funda el proyecto Niantic Labs, como una empresa emergente de Google.

### Startup
Niantic Labs, aparece como una startup de Google con el objetivo de aprovechar los dispositivos móviles y el conocimiento en mapas interactivos desarrollado a partir de Keyhole y Google Earth para crear un nuevo tipo de videojuegos basados en la interacción social, la exploración y la actividad física.
Así, en 2012, Niantic Labs presenta Field Trip, una aplicación que ofrecía información sobre monumentos, lugares turísticos y puntos de interés a partir de la ubicación del usuario.
En el mismo año, la compañía lanza Ingress, un juego de realidad aumentada basado en la ubicación que sentará las bases para Pokemon Go y dará a Niantic Labs reconocimiento a nivel mundial.

### Empresa independiente
En 2015, Niantic realiza un proceso de escisión de sociedades y se separa de Google para convertirse en una empresa independiente.
Un año después, Niantic lanza Pokemon Go, un videojuego basado en la realidad aumentada que aprovecha elementos y tecnología de Ingress. Esta aplicación fruto de la colaboración con The Pokemon Company y Nintendo, tuvo muy buena acogida por parte de los usuarios, de hecho, poco después de su lanzamiento consiguió que las acciones de Nintendo subieran un 10 %. Además, tras dos meses de su lanzamiento, se habían recorrido 4600 millones de kilómetros entre todos los usuarios a nivel mundial y para 2017 la aplicación contaba con más de 650 millones de descargas y un total de 15 800 kilómetros recorridos.
A finales de 2017, Niantic presenta Harry Potter: Wizards Unite, en colaboración con Warner Bros, Interactive Entertainment y WB Games. Este videojuego se basa en la filosofía y la tecnología de Ingress y Pokemon Go y se desarrolla en el mundo mágico creado por J.K. Rowling. Aunque esta aplicación también tuvo una buena acogida entre los usuarios, consiguiendo 400 000 descargas en Estados Unidos e Inglaterra en las primeras 24 horas, no tuvo el éxito inmediato de Pokemon Go.
Posteriormente, en el 2017 Niantic anuncia el lanzamiento de Ingress Prime', una nueva versión de Ingress, que presenta una nueva historia, cambia el motor del juego por Unity, rediseña la interfaz de usuario y sonido e incorpora elementos de un nuevo motor de realidad aumentada desarrollado por Matrix Mill, una empresa londinense adquirida por Niantic en 2018.

## Cronología
| 2012 | Field Trip                  |
| 2013 | Ingress                     |
| 2014 |                             |
| 2015 |                             |
| 2016 | Pokémon Go                  |
| 2017 |                             |
| 2018 | Ingress Prime               |
| 2019 | Harry Potter: Wizards Unite |
| 2019 | Niantic Wayfarer            |
| 2020 | Catan World Explorers       |
| 2021 | Pikmin Bloom                |
| 2022 | Niantic Campfire            |
| 2023 | NBA All-World               |
| 2023 | Peridot                     |
| 2023 | Monster Hunter Now          |

- Septiembre de 2012: Niantic lanza su primer producto, una aplicación gratuita para Android llamada Field Trip,[13] que era una "guía de visita virtual" para recomendar al usuario puntos de interés cercanos. La App fue cerrada en 2019.
- Noviembre de 2012: Niantic lanza su primer videojuego, Ingress, un juego de rol bélico táctico y estrategia futurista de Realidad Aumentada (RA) que hace uso del GPS. Era exclusivo para Android, y solo podía ser adquirido con invitación (beta cerrada).
- Octubre de 2013: Ingress se convierte en una beta abierta para Android.
- Julio de 2014: Ingress se  lanza de manera oficial en la plataforma iOS, dejando de ser exclusivo para Android.[14]
- Septiembre de 2015: Se anuncia que Niantic estará a cargo del desarrollo del juego Pokémon GO basado en la franquicia Pokemon de Nintendo y Game Freak.[15]
- Julio de 2016: Niantic lanza Pokémon GO un juego virtual sobre Pokemon en el mundo real, que hace uso de la cámara del móvil para generar Realidad Aumentada (RA) y del GPS para localizarnos en el mapa.
- Noviembre de 2017: Niantic anuncia, que desarrollará conjuntamente con Portkey Games estudio de Warner Bros. Games, un juego de realidad aumentada sobre el universo Harry Potter, llamado Harry Potter: Wizards Unite.[16]
- Noviembre de 2018: Niantic lanza la actualización "2.0" para Ingress, relanzandolo como Ingress Prime, una actualización importante que añade múltiples mejoras al juego y apartado gráfico al cambiar el motor del juego a Unity.
- Junio de 2019: Niantic lanza Harry Potter: Wizards Unite en Adrioid y iOS. Cerrado en enero de 2022.
- Julio de 2020: Se lanza Catan World Explorers desarrollado conjuntamente con Catan GmbH, en forma de "beta abierta", pero limitada a unos pocos países (Australia, Nueva Zelanda, Singapur, Dinamarca y Suiza), basado en el juego de estrategia de tablero Catán. Niantic cancela el desarrollo y lanzamiento en noviembre de 2021.
- Octubre de 2021: Lanzamiento de Pikmin Bloom, un juego de Realidad Aumentada basado en la franquicia Pikmin de Nintendo.[17]
- Junio de 2022: Lanzamiento de Niantic Campfire, una App social y red social para unificar el apartado social y la lista de amigos de los juegos de Niantic, que se usa como complemento para encontrar y crear grupos más fácilmente en sus juegos.
- Junio de 2022: Lanzamiento de NBA All-World, el primer videojuego de deportes en Realidad Aumentada de Niantic  sobre baloncesto y la liga NBA. Cerrado en julio de 2023.
- Abril de 2022: Lanzamiento de Peridot, el segundo juego original de Niantic que no esta basando en ninguna franquicia. Trata de criar y cuidar mascotas virtuales, unas criaturas llamadas Dots, que se generan por inteligencia artificial (IA).[18]
- Septiembre de 2022: Niantic anuncia el desarrollo conjunto con Marvel de Marvel: World of Heroes. Cancelado en julio de 2023.
- Abril de 2023: Lanzamiento de Monster Hunter Now, un juego de Realidad Aumentada basado en la franquicia de Monster Hunter de Capcom.